# Vinnicjai nemzetközi repülőtér

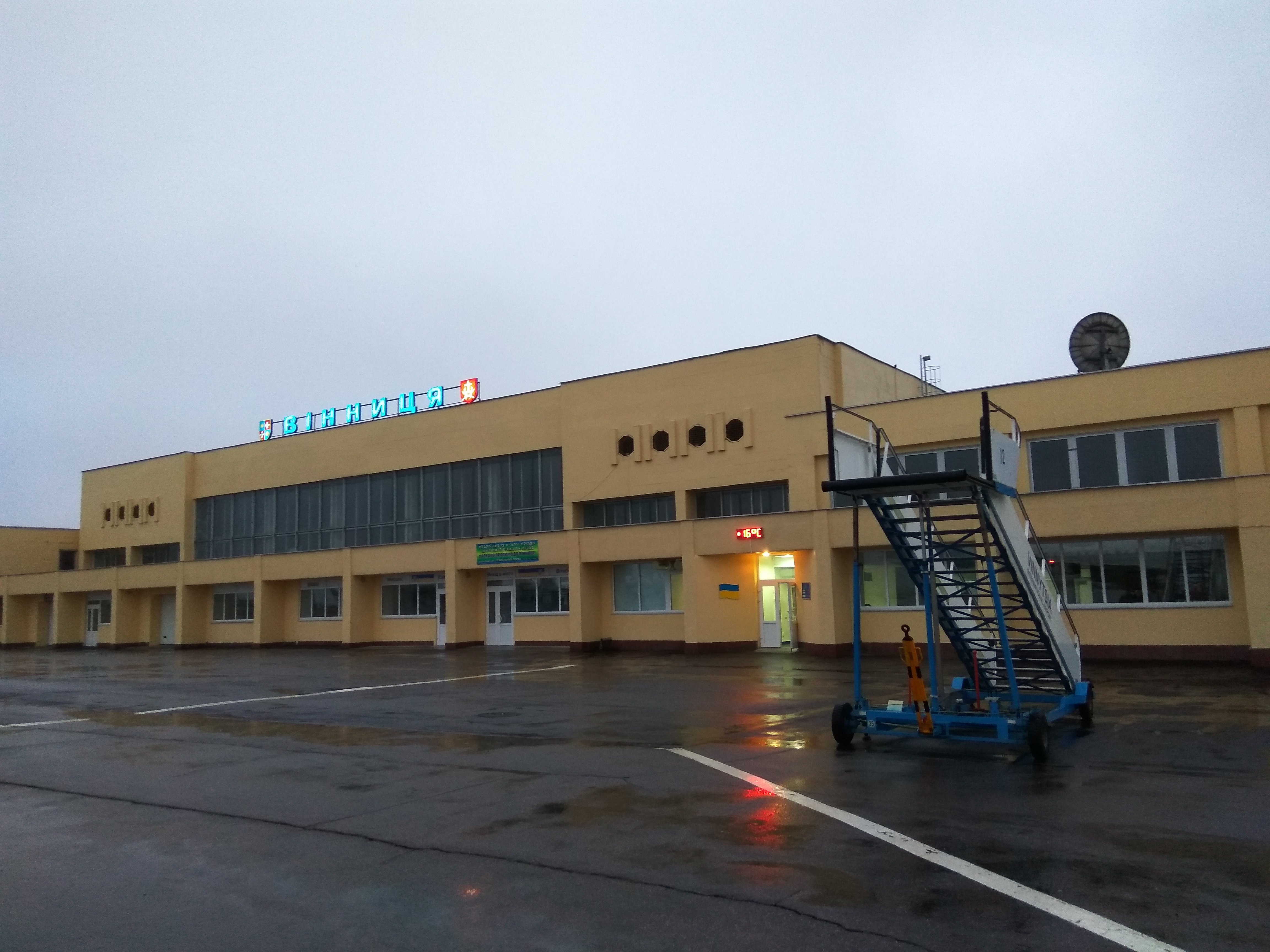
A repülőtér utasterminálja 2017-ben

A Vinnicjai nemzetközi repülőtér vagy Havrisivkai repülőtér (IATA: VIN, ICAO: UKWW) Ukrajna egyik nemzetközi repülőtere, amely Vinnicja közelében, Havrisivka mellett található. Éves utasforgalma 60 873 fő (2018). A repülőtér egyúttal katonai légibázis is, amelyen a 456. szállítórepülő század állomásozik. A repülőteret 2022. március 6-án orosz robotrepülőgép-támadás érte, amiben a kifutópálya és több épület is megrongáldott.

## Futópályák
A repülőtér futópályái:
- 13/31 (2500 m, 42 m, beton)

## Forgalom
Az utasforgalom az elmúlt években az alábbi módon változott:
| Utasok száma | 9800 | 29 500 | 52 942 | 60 873 | 40 124 | 1235 | 489  |
|              | 2015 | 2016   | 2017   | 2018   | 2019   | 2020 | 2021 |